# Cesar Kobun
Cesar Kobun (弘文天皇 Kobun-tenno, ok. 648 – 21. avgust 672) je 39. japonski cesar v skladu s tradicionalnim dednim nasledstvom. Vladal je samo nekaj mesecev med letoma 671-672.

## Tradicionalna zgodba
Cesarja Kobuna je vlada Meidži leta 1870 imenovala za 39. japonskega cesarja; od 19. stoletja je znan po posmrtno pridanem imenu, ki so ga skovali strokovnjaki obdobja Meidži.
Pred nastopom na prestol je bil znan kot princ Otomo (大友皇子, Otomo no odži). Bil je očetov najljubši sin in prvi s titulo Dajdžo-dajdžin.
Sodobni zgodovinarji uvrščajo njegovo vladavino med cesarja Tendžija in Tenmuja, čeprav Nihongi, Gukanšo in Džinno Šotoki ne priznavajo njegove vladavine. Posmrtne titule je dobil šele leta 1870.
Kronologija po obdobju Meidži
- V 10. letu obdobja Tendži, v 11. mesecu (671): cesar Tendži je v 10. letu svoje vladavine (天智天皇十年) imenoval sina za prestolonaslednika; sodobni strokovnjaki predvidevajo, da je s tem njegov sin po Tendžijevi smrti dobil nasledstvo (senso), kmalu zatem pa je tudi sedel na prestol (sokuj).[6] Če to razumevanje drži, potem sledi da:
- v prvem letu obdobja Kobun (672) in prvem letu vladavine cesarja Kobuna (弘文天皇一年) le-ta umre; njegov stric Oama-šinno je prejel nasledstvo (senso) po smrti nečaka, kmalu zatem pa tudi zasedel prestol (sokuj).[7]

Kronologija pred obdobjem Meidži
Pred 19. stoletjem je Otomo veljal za vsiljivca, pretendenta ali anomalijo. Če bi ta predpostavka obveljala, bi bilo naše razumevanje obbobja sledečeː
- V 10. letu obdobja Tendži, v 11. mesecu (671) je cesar Tendži v 10. letu svoje vladavine (天智天皇十年) umrl. Kljub kakršnikoli vojaški intervenciji je dobil nasledstvo (senso) njegov brat. Kmalu po tem bi zasedel prestol (sokuj) kot cesar Tenmu.

Nadzor nad prestolom mu je med džinšinsko vojno iztrgal stric, princ Oama, po čemer je cesar Kobun storil samomor. Ubogi princ Otomo več stoletij ni spadal v cesarski red nasledstva.
Mesto cesarjevega groba je znano. Tradicionalno ga častijo v spominskem šintoističnem svetišču (misasagi) v Šigi. Cesarska hiša je posvetila to lokacijo kot njegov mavzolej. Uradno se imenuje Nagara no Jamasaki no misasagi.

## Obdobje brez beleženjanengo
Leta vladavine cesarja Kobuna strokovnjaki ne povezujejo z nobeno ero - nengojem. Novosti, ki so jih prinesle reforme Taika, med njimi tudi imenovanje obdobjih, so do vladavine cesarja Monmuja izginjale. Šele z letom 701 je razglasil novo obdobje - Tajho.
V tem kontekstu nudi prevod Gukanšoja razlago o letih vladavine cesarice Džito, kar zmede občutek jasnosti v časovnem okviru pred obdobjem Tajho:
»Obdobji, ki padeta v to vladavin, sta: (1) preostalih sedem let Šučoja [(686+7=692?)]; in (2) obdobje Taika, ki je trajalo štiri leta [695-698]. (Prvo leto v tem obdobju je bilo kinoto-hicudži [695].) ... V tretjem letu obdobja Tajko [697] je cesarica Džito prepustila prestol kronskemu princu.«

### Kugjo
Najpomembnejši dvorni uradniki (公卿 Kugjo) v času Kobunove vladavine so biliː:
- Sadajdžin (»Minister na levi«) Soga no Akae (蘇我赤兄) (?–?), 672 (sedem mesecev)
- Udajdžin (»Minister na desni«), Nakatomi no Kane(中臣金) (umrl 672), 672 (sedem mesecev)

## Družice in otroci
Cesarica družica: princesa Toči (十市皇女) (ok. 648 –  678), hčerka cesarja Tenmuja
- Princ Kadono (葛野王) (669-706)

Cesarica: Fudživara no Mimimotodži (藤原耳面刀自), hčerka Fudživara no Kamatarija
- Princesa Ičiši-hime (壱志姫王)

Cesar Kobun je imel še enega sina, princa Jota, (興多王), čigar mati je neznana.